# Ре (кантон)
Ре (фр. Rai) — кантон во Франции, находится в регионе Нормандия, департамент Орн. Входит в состав округа Мортань-о-Перш.

## История
Кантон образован в результате реформы 2015 года. В его состав были включены все коммуны упраздненных кантонов ЛʼЭгль-Уэст, Ла-Ферте-Френель и Мерлеро, а также отдельные коммуны упраздненных кантонов Куртоме и Мулен-ла-Марш.
С 1 января 2016 года состав кантона изменился. Коммуны Ансэн, Бокансе, Виллер-ан-Уш, Говиль, Гло-ла-Феррьер, Кувен, Ла-Ферте-Френель, Монне, Сен-Никола-де-Летье и Эгон образовали новую коммуну Ла-Ферте-ан-Уш.

## Состав кантона с 1 января 2016 года
В состав кантона входят коммуны (население по данным Национального института статистики за 2018 г.):
- Бофе (338 чел.)
- Годисон (109 чел.)
- Ла-Гонфрьер (292 чел.)
- Ла-Женевре (92 чел.)
- Ла-Ферте-ан-Уш (3 154 чел.)
- Ле-Мениль-Виконт (23 чел.)
- Ле-Мерлеро (791 чел.)
- Лез-Отьё-дю-Пюи (76 чел.)
- Линьер (29 чел.)
- Маэрю (268 чел.)
- Мениль-Фроже (55 чел.)
- Нонан-ле-Пен (470 чел.)
- Об (1 279 чел.)
- Орн (187 чел.)
- Ре (1 414 чел.)
- Сен-Гобюрж-Сен-Коломб (1 059 чел.)
- Сен-Жермен-де-Клерфёй (137 чел.)
- Сен-Никола-де-Соммер (274 чел.)
- Сен-Пьер-де-Лож (155 чел.)
- Сен-Симфорьян-де-Брюйер (481 чел.)
- Сент-Эвру-Нотр-Дам-дю-Буа (448 чел.)
- Тукет (91 чел.)
- Фе (71 чел.)
- Шам-О (48 чел.)
- Экорсе (392 чел.)
- Эшоффур (742 чел.)

## Политика
На президентских выборах 2022 г. жители кантона отдали в 1-м туре Марин Ле Пен 33,4 % голосов против 27,7 % у Эмманюэля Макрона и 12,9 % у Жана-Люка Меланшона; во 2-м туре в кантоне победила Ле Пен, получившая 53,1 % голосов. (2017 год. 1 тур: Марин Ле Пен – 28,7 %, Франсуа Фийон – 25,4 %, Эмманюэль Макрон – 18,5 %, Жан-Люк Меланшон – 13,3 %; 2 тур: Макрон – 53,8 %. 2012 год. 1 тур: Николя Саркози — 30,3 %, Марин Ле Пен — 23,6 %, Франсуа Олланд — 20,6 %; 2 тур: Саркози — 56,9 %).
С 2015 года кантон в Совете департамента Орн представляют член совета коммуны Ре Элизабет Жоссе (Élisabeth Josset) и бывший мэр ассоциированной коммуны Эгон Лоран Мартин (Laurent Marting) (оба – Республиканцы).
|                | Кандидаты                   | Партия                   | Первый тур | Первый тур     | Второй тур | Второй тур |
| Кол-во голосов | Кандидаты                   | Партия                   | % голосов  | Кол-во голосов | % голосов  |            |
| -------------- | --------------------------- | ------------------------ | ---------- | -------------- | ---------- | ---------- |
|                | Элизабет Жоссе Лоран Мартин | Республиканцы            | 2 055      | 71,73          | 2 127      | 73,85      |
|                | Лор Делаэ Жан-Шарль Перре   | Национальное объединение | 810        | 28,27          | 753        | 26,15      |

|                | Кандидаты                             | Партия                   | Первый тур | Первый тур     | Второй тур | Второй тур |
| Кол-во голосов | Кандидаты                             | Партия                   | % голосов  | Кол-во голосов | % голосов  |            |
| -------------- | ------------------------------------- | ------------------------ | ---------- | -------------- | ---------- | ---------- |
|                | Элизабет Жоссе Лоран Мартин           | Правый блок              | 1 560      | 33,62          | 1 812      | 35,82      |
|                | Жан-Мари Веркоюис Мари-Одиль Тавернье | Демократическое движение | 1 560      | 33,62          | 1 685      | 33,31      |
|                | Даниэль Решер Брижитт Стьефель        | Национальный фронт       | 1 520      | 32,76          | 1 561      | 30,86      |